# Nassarius versicolor
Nassarius versicolor är en snäckart som först beskrevs av C. B. Adams 1852.  Nassarius versicolor ingår i släktet nätsnäckor, och familjen Nassariidae. Inga underarter finns listade i Catalogue of Life.